# Angus Scrimm
Lawrence Rory Guy, conocido como Angus Scrimm (Kansas City, Kansas, 19 de agosto de 1926 - Los Ángeles, California, 9 de enero de 2016), fue un actor y autor estadounidense, conocido por interpretar a Tall Man en la película de terror Phantasm de 1979 y sus secuelas.

## Vida y carrera
Scrimm nació en Kansas City, Kansas en agosto de 1926. Al principio fue periodista escribió y editó para TV Guide, revista de cine. También escribió notas de álbum para muchos discos de vinilo y discos compactos, para artistas que van desde Frank Sinatra hasta los Beatles. Fue conocido por su papel de El Hombre Alto en Phantasm (1979).
Falleció en Los Ángeles a los 89 años en el 9 de enero de 2016.

## Filmografía
- Sweet Kill (1973) - Henry
- Scream Bloody Murder (1973) - Doctor Epstein
- Jim the World's Greatest (1976) - Padre de Jim
- Phantasm (1979) - The Tall Man
- Witches' Brew (1980) - Carl Groton
- The Lost Empire (1983) - Dr. Sin Do/Lee Chuck
- Phantasm II (1988) - Tall Man
- Transylvania Twist (1989) - The Tall Man
- Subspecies (1990) - Rey Vladislas
- Mindwarp (1992) - El vidente
- Munchie Strikes Back (1994) - Kronas
- Phantasm III: Lord of the Dead (1994) - The Tall Man
- Wishmaster - (1997) Narrador
- Phantasm IV: Oblivion (1998) - The Tall Man
- The Off Season (2004) - Ted
- Masters of Horror: Incident On and Off a Mountain Road (2005) - Buddy
- Automatons (2006) - El científico
- Satanic (2006) - Dr. Barbary
- I Sell The Dead (2008) - Doctor Quint
- Hollywood Horror (2009)
- Satan Hates You  (2009) - Dr. Michael Gabriel
- John Dies at the End (2012) - Padre Shellnut
- Always Watching: A Marble Hornets Story (2015) - Cameo no acreditado
- Phantasm V: Ravager (2016) - The Tall Man